# Чанов, Фёдор Фёдорович
Фёдор Фёдорович Чанов (1783—не позднее 1862) — русский философ и педагог, третий профессор отеделения философии в истории Харьковского Императорского университета.

## Биография
Уроженец Ярославской губернии, сын поручика. Учился в гимназии при Московском университете (для дворян), откуда в 1804 году поступил в число студентов Ярославского Демидовского училища высших наук, которое окончил с чином XIV класса.
Поступив 20 апреля 1806 года квартальным надзирателем в ярославскую городскую полицию, он в том же году переменил полицейскую службу на педагогическую, заняв 1 августа должность учителя математики, всеобщей истории, географии и российской словесности и инспектора над пансионерами в пансионе Ярославского Демидовского училища. 1 ноября 1809 года Чанов начал преподавать латинский язык в Ярославской гимназии, где одно время обучал также физике и математике. В 1812 году вместо латинского языка он стал обучать философии, политическим наукам и словесности. 8 июня 1814 года Чанов был избран в действительные члены Общества любителей российской словесности при Демидовском училище, где также, по избранию, нёс обязанности секретаря. Награждённый в 1823 году, во время пребывания в Ярославле императора Александра I, орденом Святой Анны 3-й ст. (25 августа), он в следующем 1824 году был назначен инспектором казённых студентов и Благородного пансиона, а также членом Совета училища (1 сентября), причём около года исправлял должность профессора общего народного и римского права.
Выйдя 16 апреля 1826 года в отставку, он покинул Ярославль. Но в июне 1826 года поступил на службу столоначальником в Департамент духовных дел иностранных исповеданий, откуда 9 июля 1827 года перешёл в советники Санкт-Петербургского губернского правления, где оставался до своего назначения, 20 марта 1830 года, директором народных училищ Слободско-Украинской губернии. Вскоре, 9 сентября 1831 года, оставаясь директором народных училищ, он стал профессором Харьковского университета по умозрительной и практической философии и совмещал эти должности до 22 ноября 1833 года, когда оставил службу по дирекции народных училищ и остался профессором университета, впрочем всего лишь один год.

Вместе с уходом из Харькова попечителя округа В. И. Филатьева, сильно покровительствовавшего Чанову, он переехал в Одессу, где 5 августа 1834 года был определён на должность инспектора Ришельевского лицея; служивший здесь (в то время — надзирателем лицея) Н. Н. Мурзакевич в своих воспоминаниях писал: 
Чудна судьба этого неглупого и не совсем худого человека! По природе добрый, но, по домашним бедным обстоятельствам, нервный в характере, он сделался нерассудительным потатчиком детских шалостей; старшие воспитанники, узнав слабые струны сговорчивого инспектора, сделались почти его повелителями; тяжело стало надзирателям, а в числе их и мне.
Кроме того, Чанов преподавал латинский язык в гимназических классах лицея. Прослужил он здесь менее трёх лет; с 19 января 1837 года исправлял должность директора лицея, а 11 февраля 1837 года вышел в отставку в чине коллежского советника.
Дальнейшие сведения о его жизни очень скудны; известно, что в промежуток времени между 1849 и 1851 годами он жил последовательно в Санкт-Петербурге, Москве, Рязани и опять в Санкт-Петербурге, а 31 декабря 1862 года, по сведениям счётного отдела Капитула орденов, значится умершим; по всей вероятности, он и умер в 1862 году.

## Сочинения
Из сочинений его известны:
- Вступительная лекция, читанная в Императорском Харьковском университете марта 10 дня 1831 г. директором училищ Слободско-Украинской губернии, надворным советником и кавалером Федором Чановым. — Харьков: Университетск. тип., 1831. — 22 с.
- Речь об основных формах, изображающих явления нравственной жизни, или об основных нравственных должностях человека … — Харьков: Университетск. тип., 1832. — 128 с.
- Вступительная лекция, читанная п. о. профессором Умозрительной и опытной философии Федором Чановым при начатии академического курса в Харьковском университете по части теории эстетики 1833 года. — Харьков: Университетск. тип., 1833. — 39 с.